# Kashmar
Kashmar (persisk: كاشمر) er en by i provinsen Razavi Khorasan i det nordøstlige Iran. Byen har 102.282(2016) indbyggere og er berømt for sin hellige cypres, der blev fældet i 800-tallet og er kendt som Cypressen i Kashmar.